# Ciniod I
Ciniod I, també conegut amb el nom de Ciniod mac Uuredech o Wredech, va ser rei dels pictes del 763 al 775.

## Orígens
La Crònica picta li atribueix un regnat de 12 anys. W. A. Cumming el considera fill d'una princesa picta i de Feradach mac Selbaich. Segons els Annals d'Ulster Feradac hauria estat capturat amb el seu germà, el rei Dúngal mac Selbaich, pel rei dels pictes Óengus I el 736, i per aquest motiu s'hauria casat amb una parenta (filla o neboda) del seu vencedor. En aquest context, Ciniod hauria succeït al seu altre parent Bridei mac Fergus, germà d'Óengus I.

## Regnat
Siguin quins siguin els seus orígens familiars, Ciniod va ser un rei dels pictes del sud, ja que el 768 va haver de fer front a una ofensiva duta a terme per Áed Find a Fortriu.
La Historia Regum Anglorum de Simeó de Durham precisa per altra banda que el rei Alhred de Northúmbria, deposat el 774 pel seu competidor Æthelred I, es va refugiar al país dels pictes on va ser rebut pel Rex Pictorum Cynoth. Simeó de Durham cita la mort de Ciniod mac Uuredech el 775 i també en els Annals d'Ulster, els quals l'anomenen Cinadu.
M.O Anderson estima que el "Garnach fill de Ferath/Feradach", mencionat a les llistes dels reis pictes posteriors és Ciniod mac Uuredech. La llista D augmenta el seu regnat a 24 anys (12 X 2) entre Bredei mac Derelei i Onegussa mac Bruide. Les llistes F1, F2 i I també donen 24 anys al regne d'aquest Garnath, entre els governs de Nechtan mac Derelei i Onuist mac Urguist.